# Ernest Lafont (homme politique, 1879-1946)
Pour les articles homonymes, voir Ernest Lafont et Lafont.
Ernest Lafont, né le 26 juillet 1879 à Lyon (Rhône) et mort le 7 mai 1946 à Paris (Seine), est un homme politique français. Son parcours politique, débutant comme socialiste révolutionnaire, l'amène à adhérer successivement à plusieurs mouvements de gauche pour finir néo-socialiste comme ministre de Pierre Laval en 1935.

## Biographie
Il nait à Lyon dans le 3e arrondissement en 1879, d'un père industriel. Il s'engage dès ses études dans le mouvement socialiste révolutionnaire. Devenu avocat, il commence à plaider à Paris puis s'installe à Saint-Étienne en 1910. Il se présente aux élections législatives de 1910 dans la 4ème circonscription de la Loire mais est battu. Il est en revanche élu maire de Firminy en 1912 (mandat qu'il conserve jusqu'en 1919), puis conseiller général l'année suivante. Il se fait remarquer par ses positions résolument antialcooliques. Il se présente à nouveau à la députation en 1914 : élu, il soutient sans enthousiasme le gouvernement d'union sacrée au début de la Première Guerre mondiale. Au sortir de la guerre, il épouse Zina Gogounzsva, l'ex-femme d'Hubert Lagardelle. Réélu député en 1919 comme membre du parti socialiste unifié, partisan de la Troisième internationale, il adhère au Parti communiste après le Congrès de Tours en 1920. Il en est cependant exclu dès 1923 pour s'être opposé à l'exclusion des francs-maçons et des dirigeants de la Ligue des droits de l'homme. Il participe alors à la fondation de l'Union socialiste communiste et est réélu député en 1924 dans le cadre du Cartel des gauches. En tant que rapporteur du budget des PTT, il intervient dans la création de la station de radio de Lyon-La Doua, sur le territoire de Villeurbanne où sa famille possédait des terrains.
Il quitte à la fois l'Union socialiste communiste et la Loire en 1928 et s'installe à Gap. Il y est élu cette année-là député sous la bannière de la SFIO dans la 2ème circonscription des Hautes-Alpes et conseiller général dans le canton de Ribiers. Exclu de la SFIO en 1933, il fonde le Parti socialiste de France. Il est nommé ministre de la Santé le 1er juin 1935 dans l'éphémère gouvernement de Fernand Bouisson. Il conserve cette fonction dans le gouvernement suivant dirigé par Pierre Laval jusqu'au 24 janvier 1936. Aux élections législatives de 1936, il échoue à être réélu député du fait de l'opposition du Front populaire qui le considère comme « renégat ». Il meurt à Paris (7e) le 7 mai 1946, il est inhumé à l'ancien cimetière de La Guillotière de Lyon.

## Détail des fonctions et des mandats
Mandats parlementaires
- 10 mai 1914 - 7 décembre 1919 : Député de la Loire (SFIO)
- 16 novembre 1919 - 31 mai 1924 : Député de la Loire (SFIO, puis communiste, puis Union socialiste communiste)
- 11 mai 1924 - 31 mai 1928 : Député de la Loire (Cartel des gauches, SFIO)
- 29 avril 1928 - 31 mai 1932 : Député des Hautes-Alpes (SFIO)
- 1er mai 1932 - 31 mai 1936 : Député des Hautes-Alpes (SFIO, puis PSdF)

Mandats locaux
- Maire de Firminy : 1912 - 1919
- Conseiller général de la Loire (canton de Firminy) : 1913 - 1925
- Conseiller général des Hautes Alpes (canton de Ribiers) : 1928 - 1940

## Sources
- « Ernest Lafont (homme politique, 1879-1946) », dans le Dictionnaire des parlementaires français (1889-1940), sous la direction de Jean Jolly, PUF, 1960 [détail de l’édition]